# Tbong Khmum
Tbong Khmum  (Khmer ខេត្តត្បូងឃ្មុំ, IPA: [tɓouŋ kʰmum]) ist eine Provinz im Osten von Kambodscha zwischen dem Mekong und der Grenze zu Vietnam.
Die Hauptstadt heißt Suong.

## Verwaltung
Die Provinz gliedert sich in die folgenden sechs Bezirke sowie die Stadt Suong:
| Geocode | Khmer  | Bezirksnamen |
| ------- | ------ | ------------ |
| 0301    | ដំបែ     | Dambae       |
| 0302    | ក្រូចឆ្មារ | Krouch Chhma |
| 0303    | មេមត់    | Memot        |
| 0304    | អូរាំងឪ   | Ou Reang Ov  |
| 0305    | ពញ្ញាក្រែក | Ponhea Kraek |
| 0306    | ត្បូងឃ្មុំ  | Tboung Khmum |
| 0307    | ក្រុងសួង  | Krong Suong  |

## Statistik
Tbong Khmum umfasst eine Größe von 4.928 km² und hat 776.841 Einwohner (Stand: Zensus 2019). 2017 betrug die Einwohnerzahl 810.000.

## Geschichte
Die Provinz entstand durch einen Erlass von König Norodom Sihamoni vom 31. Dezember 2013 aus den östlichen sechs Bezirken und einer Kommune der Provinz Kampong Cham.